# Червоная (балка)

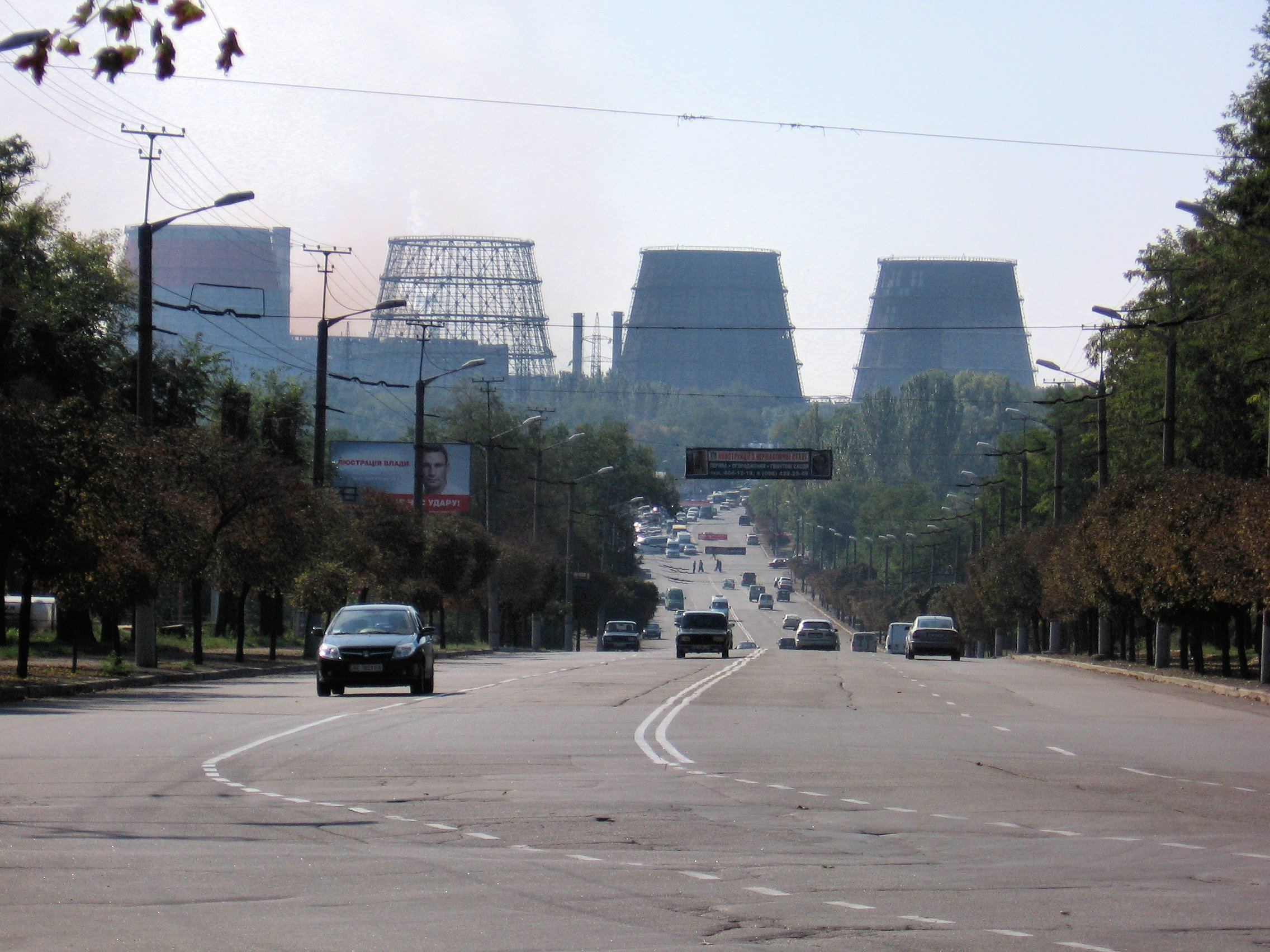
Проспект Металлургов при пересечении балки

Червоная — балка правого притока водного бассейна реки Ингулец в Металлургическом и частично Долгинцевском районах города Кривой Рог Днепропетровской области.

## История
Название происходит от цвета обнажений железных руд.
В 1879 году инженер Станислав Конткевич обнаружил в балке древние следы разработки железа.
В конце 1880-х годов в районе Черногорки началась разработка залежей Червоного пласта — одного из старейших мест добычи железной руды на Криворожье.
Балка дала название разъезду, а впоследствии станции Червоная Екатерининской железной дороги (ныне станция Кривой Рог) и исторической местности Червоная.

## Характеристика
Длина 7 км. Претерпела сильное антропогенное влияние. Зарегулирована тремя прудами. Вода сбрасывается в Саксаганский деривационный тоннель подземным искусственным водопадом высотой 24 метра.